# Ohnovke
Ohnovke (lat. Ochnaceae), porodica listopadnog i zimzelenog grmlja i drveća iz reda malpigijolike. Najpoznatiji rodovi su ohna (Ochna) i lofira (Lophira). Pripada mu preko 570 vrsta

## Opis
Ochnaceae, je porodica reda Malpighiales, koja se sastoji od 27 rodova i oko 495 vrsta tropskog drveća i grmlja, s nekoliko zeljastih rodova. Mnoge vrste potječu iz Brazila. Najveći rod je Ouratea (uključujući Gomphia), s oko 200 vrsta. Tropski afrički i azijski rod Ochna ima gotovo 90 vrsta. Članovi porodice obično imaju naizmjenične, jednostavne listove s blisko paralelnim bočnim žilama i očiglednim stipulama. Njihovi cvjetovi obično imaju pet latica i čašica. “Karnevalski grm” (Ochna multiflora), doseže 1,5 metara (5 stopa) i ima zimzeleno lišće. Njegovi žuti cvjetovi poput žabnjaka imaju čašice koje postaju grimizne i ostaju nakon što latice otpadnu. Ima 3 do 5 stršećih, crnih plodova. Ostali rodovi imaju suhe čahure s mnogo sjemenki. Neke vrste Ochna i Ouratea sade se kao ukrasne biljke.

## Potporodice, tribusi i rodovi
- Medusagynoideae Reveal
  - Medusagyne Baker
- Ochnoideae Burnett
  - Luxemburgieae Hook.f. in Benth.
    - Luxemburgia A.St.-Hil.
    - Philacra Dwyer

  - Ochneae Bartl.
    - Elvasiinae J.V.Schneid. in J.V.Schneid. et al.
      - Elvasia DC.
      - Perissocarpa Steyerm. & Maguire

    - Lophirinae J.V.Schneid. in J.V.Schneid. et al.
      - Lophira Banks ex C.F.Gaertn.

    - Ochninae Kanis ex Schneider
      - Brackenridgea A.Gray
      - Campylospermum Tiegh.
      - Idertia Farron
      - Ochna L.
      - Ouratea Aubl.
      - Polythecanthum Tiegh.

  - Sauvagesieae Ging. ex DC.
    - Adenarake Maguire & Wurdack
    - Blastemanthus Planch.
    - Cespedesia Goudot
    - Euthemis Jack
    - Fleurydora A.Chev.
    - Godoya Ruiz & Pav.
    - Indosinia J.E.Vidal
    - Krukoviella A.C.Sm.
    - Poecilandra Tul.
    - Rhytidanthera Tiegh.
    - Sauvagesia L.
    - Schuurmansia Blume
    - Schuurmansiella Hallier f.
    - Tyleria Gleason
    - Wallacea Spruce ex Benth. & Hook.f.

  - Testuleeae Schneider
    - Testulea Pellegr.
- Quiinoideae Luerss.
  - Froesia Pires
  - Lacunaria Ducke
  - Quiina Aubl.
  - Touroulia Aubl.